# Rivula latipes
Rivula latipes är en fjärilsart som beskrevs av William Schaus 1913. Rivula latipes ingår i släktet Rivula och familjen nattflyn. Inga underarter finns listade.